# المرأة ذات الرداء الأسود (فلم)
المرأة ذات الرداء الأسود (بالإنجليزية: The Woman in Black)، فيلم أمريكي من إنتاج عام 2012، من بطولة دانيال رادكليف، كيران هايندز، جانيت مكتير، صوفي ستكي، ليز وايت.

## القصة
قصة الفيلم عن محام شاب يدعى آرثر "يسافر إلى قرية نائية ومن ثم يكتشف
أنها مسكونة بشبح امرأة تسعى للانتقام من عدة اشخاص قاموا بالاعتداء عليها
وإرهاب السكان المحليين.
مستخلصة من كتابب سوسن هيل و(susen hill)

## فريق العمل
- دانيال رادكليف بدور Arthur Kipps
- صوفي ستاكي بدور Stella Kipps
- جانيت مكتير بدور Mrs. Daily
- أويف دوهيرتي بدور Lucy Jerome

## وصلات خارجية
- مقالات تستعمل روابط فنية بلا صلة مع ويكي بيانات

- بيانات فيلم The Woman in Black من قاعدة بيانات الأفلام IMDb